# Erythrus gilvellus
Erythrus gilvellus là một loài bọ cánh cứng trong họ Cerambycidae.